# La Bruyère (prowincja Namur)
La Bruyère (wa. Les Brouyires) – miejscowość i gmina w Belgii, w Regionie Walońskim, w prowincji Namur, w okręgu Namur. 1 stycznia 2024 roku liczyła 9351 mieszkańców.

## Podział administracyjny
W skład gminy wchodzi siedem dzielnic (section):
- Bovesse
- Émines
- Meux
- Rhisnes
- Saint-Denis
- Villers-lez-Heest
- Warisoulx